# DKPs landsmøde 22.-23. juni 1974
|  | Denne artikel er oprettet af botten Steenthbot ud fra en ekstern database. Den kan derfor have sproglige fejl eller mangler. Denne skabelon kan fjernes efter kontrol af indholdet. |

DKPs landsmøde 22.-23. juni 1974 er en dansk dokumentarisk optagelse fra 1974.

## Handling
Optagelser fra DKPs landsmøde den 22.-23. juni 1974 i Hvidovre Medborgerhus. Ingmar Wagner, Knud Jespersen, Alfred Jensen, Carl Madsen, Hanne Reintoft med flere ses.